# أبو إسحاق القبناني
أبو إسحاق القبناني (المتوفى بعد 886 هـ/1481 م) هو عالم رياضيات وفلك وأديب فارسي. وكما يوحي اسمه، فهو من قبنان، وهي منطقة ريفية تبعد حوالي 150 كم شمال غرب كرمان. نشط وعلا اسمه من 845 إلى 886 هـ. درس في مدرسة اسمها سعدية ثم أصبح مدرسًا في نفس المدرسة. ويبدو أنه عاش في ساري لفترة طويلة ورعاه حكام طبرستان المحليون، حيث كتب بعض أعماله في طبرستان وقدمها إلى حكام طبرستان. كان ضليعًا في الأدب الفارسي والعربي، وحُفظت بعض أشعاره في أعماله مثل عمله الشهيرة منشآت وحتى في أعماله الرياضية. وكتب أعماله باللغتين الفارسية والعربية.